# Georg av Schaumburg-Lippe

Vapensköld för herrarna till Lippe

Georg av Schaumburg-Lippe, född 10 oktober 1846 i Bückeburg, död 29 april 1911 på samma plats, var son till Adolf I av Schaumburg-Lippe och Hermine av Waldeck och Pyrmont. Furste av Schaumburg-Lippe 1893-1911.
Han gifte sig 1882 i Altenburg med Marie Anne av Sachsen-Altenburg (1854-1918), dotter till Moritz av Sachsen-Altenburg.
På parets silverbröllopsdag 1907 återfick Georg av kejsar Vilhelm II släktens borg, Schloss Schaumburg, som hade varit i Preussens ägo sedan kriget 1866.

## Barn
- Adolf II av Schaumburg-Lippe (1883-1936), gift morganatiskt, omkom i flygolycka i Mexiko 1936
- Moritz Georg (1884-1920)
- Peter (f. och d. 1886)
- Wolrad av Schaumburg-Lippe (1887-1962) , gift med Bathildis av Schaumburg-Lippe (1903-1983)
- Stephan av Schaumburg-Lippe (1891-1965) , gift med Ingeborg av Oldenburg (1901-1996)
- Henrik av Schaumburg-Lippe (1894-1952) , gift med Marie Erika von Hardenberg
- Margaretha (1896-1897)